# Winteraceae
Winteraceae, tropska biljna porodica iz reda Canellales. Ime je dobila po rodu Wintera, čije su vrste danas prebačene u druge rodove, Drimys i Pseudowintera.
Winteraceae su zimzeleno drveće i grmovi rašireni od Meksika do juga Južne Amerike, nadalje na Madagaskaru, Novom Zelandu, Australiji, Maleziji i Oceaniji. Starost ove porodice iznosi najmanje 120 milijuna godina.
Mnoge vrste imaju ljekovita svojstva, a najpoznatija je Drimys winteri, koja naraste do 15 metara (50 stopa), a čija se kora nekada uzimala preventivno protiv skorbuta.
Porodici pripada 70 priznatih vrsta unutar pet rodova.

## Rodovi
1. Tribus Takhtajanieae Takht. ex Reveal
  1. Takhtajania Baranova & J.-F. Leroy (1 sp.)
2. Tribus Tasmannieae Takht. ex Reveal
  1. Drimys Forster & G. Forst. (18 spp.)
3. Tribus Wintereae Meisn.
  1. Zygogynum Baill. (47 spp.)
  2. Pseudowintera Dandy (4 spp.)